# ISPRAT
Interdisziplinäre Studien zu Politik, Recht, Administration und Technologie e. V. (ISPRAT) war ein Verein mit Sitz in Frankfurt am Main. Im Jahr 2016 ging ISPRAT im Nationalen E-Government Kompetenzzentrum e. V. auf.
Dieser entwarf für einige öffentliche Verwaltungen praxistaugliche Strategien und Konzepte für die IT-gestützte Verwaltung, beriet Politik und Verwaltung in Bund, Ländern und Kommunen und förderte den nationalen wie internationalen Erfahrungsaustausch zur Verwaltungsmodernisierung. 
Der als Verein organisierte Forschungsverbund hatte im März 2010 27 fördernde Mitglieder, 10 forschende, 6 unterstützende und 7 ordentliche Mitglieder. Der Verein war unabhängig, überparteilich und arbeitete unter der Prämisse der Herstellerneutralität im vorwettbewerblichen Bereich. 
Der Verein finanzierte sich über Mitgliedsbeiträge und erteilte keine Auskünfte über die Höhe seines Budgets oder der Beiträge seiner Mitglieder.

## Tätigkeiten
ISPRAT förderte wissenschaftliche Projekte, die entweder interdisziplinär angelegt waren oder sich zu interdisziplinären Studien ergänzten. Grundgedanke war dabei „die Erkenntnis, dass Innovation ohne eine fundierte Faktenbasis und institutionalisiertes Querdenken nicht möglich ist“. Es wurden im Rahmen von ISPRAT-Projekten bereits Studien, Handlungsempfehlungen und Whitepaper zu den Bereichen
- E-Partizipation
- Industrialisierung von Verwaltungsprozessen
- Identitätsmanagement
- EU-Dienstleistungsrichtlinie
- E-Democracy

veröffentlicht, das einflussreichste Projektergebnis stellte die initiale Studie zur Einführung der einheitlichen Behördenrufnummer 115 dar.
Der Verein veranstaltete jährliche CIO-Konferenzen, die dem Erfahrungsaustausch dienen und zum Praxistransfer beitragen sollen. 

## Organisation
Gründungsmitglieder waren Praxispartner der Industrie, Forschungseinrichtungen sowie Personen aus Politik, Wirtschaft und Wissenschaft.
Aus dem Bereich der IT-Industrie waren Hard- und Softwarehersteller sowie Systemintegratoren und Beratungshäuser als korporative Mitglieder im Verein engagiert, zu den wissenschaftlichen Forschungseinrichtungen zählten Hochschulinstitute aus dem deutschen und internationalen Bereich, zum Beispiel
- Deutsche Universität für Verwaltungswissenschaften Speyer
- Fraunhofer-Institut für offene Kommunikationssysteme
- Hertie School
- Institut für Wirtschaftsinformatik, Johann Wolfgang Goethe-Universität Frankfurt
- Multimedia Communications Lab (KOM), Technische Universität Darmstadt
- Lorenz-von-Stein-Institut für Verwaltungswissenschaften an der Christian-Albrechts-Universität zu Kiel
- WHU Otto Beisheim School of Management
- Institute for Media and Communications Management, Universität St. Gallen
- Institut für Theoretische Informatik, Kryptographie und Computeralgebra, Technische Universität Darmstadt
- Lehrstuhl für Wirtschaftsinformatik, Technische Universität München

Die wissenschaftlichen Mitglieder waren in einem wissenschaftlichen Beirat des Instituts organisiert.